# Henrietta z Nassau-Weilburg (1797–1829)
Henrietta Aleksandra Fryderyka Wilhelmina (ur. 30 października 1797 w pałacu Eremitage w Bayreuth, zm. 29 grudnia 1829 w Wiedniu) – księżniczka Nassau-Weilburg, arcyksiężna Austrii.

## Rodzina
Henrietta była najmłodszą córką Fryderyka Wilhelma z Nassau-Weilburg (1768–1816) i jego żony Ludwiki Izabeli Kirchberg. Jej dziadkami ze strony ojca byli Karol Krystian z Nassau-Weilburg i księżniczka Wilhelmina Karolina Orange-Nassau. Wilhelmina Karolina była córką Wilhelma IV, księcia Oranii i księżniczki Anny. Anna była najstarszą córką króla Wielkiej Brytanii Jerzego II i Karoliny z Ansbachu.

## Małżeństwo
17 września 1815 roku, Henrietta wyszła za mąż za Karola Ludwika Habsburga, który był od niej o dwadzieścia sześć lat starszy. Jej mąż był synem cesarza rzymsko-niemieckiego, Leopolda II i księżniczki hiszpańskiej Marii Ludwiki Burbon. Karol Ludwik, po śmierci swoich rodziców, został adoptowany i wychowany przez swoją bezdzietną ciotkę, arcyksiężniczkę Marię Krystynę i jej męża Alberta Sasko-Cieszyńskiego. Arcyksiążę Karol był spadkobiercą księstwa Cieszyńskiego, na którego tron wstąpił w 1822 roku.

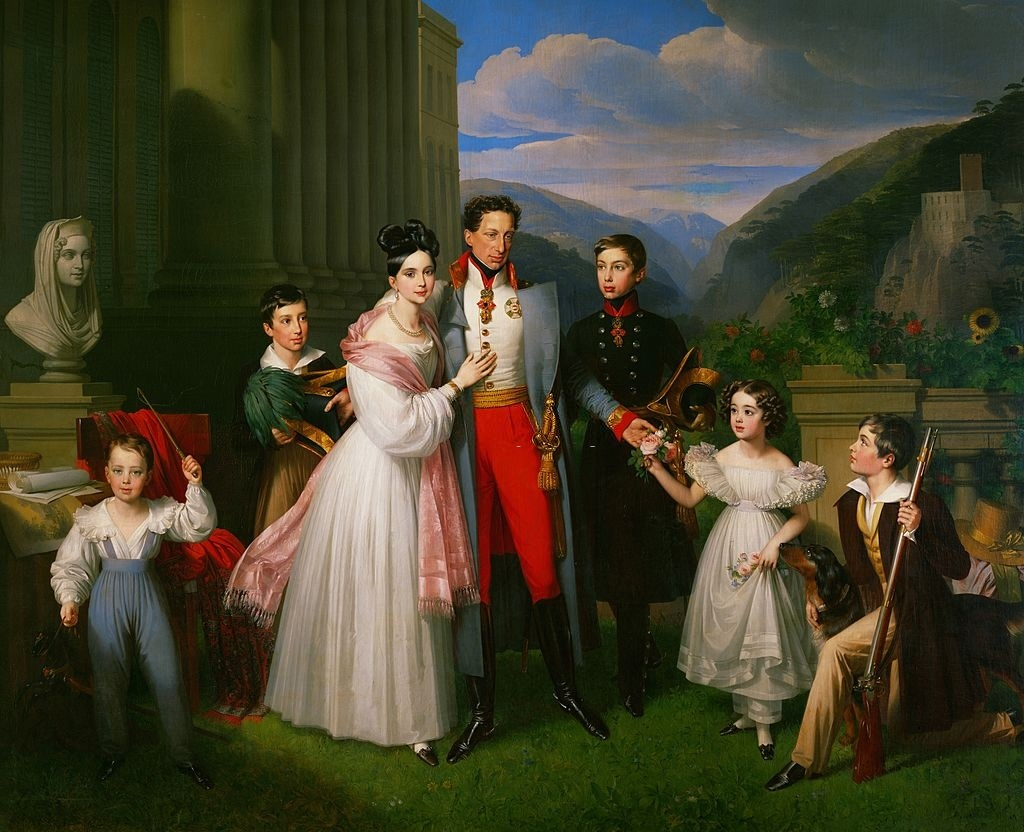
Rodzina Henrietty Aleksandry w 1832 r., obok Karola Ludwika córka Maria Teresa, sama Henrietta przedstawiona w formie popiersia po lewej stronie

Małżeństwo Henrietty i Karola było bardzo udane, a para doczekała się siedmiorga dzieci:
- Maria Teresa Austriacka (31 lipca 1816 – 8 sierpnia 1867), wyszła za mąż za Ferdynanda II, króla Obojga Sycylii;
- Albrecht Fryderyk Habsburg (3 sierpnia 1817 – 2 lutego 1895);
- Karol Ferdynand Habsburg (29 lipca 1818 – 20 listopada 1874), ożenił się z arcyksiężniczką Elżbietą Franciszką;
- Fryderyk Ferdynand (14 maja 1821 – 5 października 1847);
- Rudolf (25 września – 11 października 1822);
- Maria Karolina (10 września 1825 – 17 lipca 1915);
- Wilhelm Franciszek Karol Habsburg (21 kwietnia 1827 – 29 lipca 1894), wielki mistrz zakonu krzyżackiego.

W 1816 roku Henrietta przywiozła do Wiednia pierwszą bożonarodzeniową choinkę, przyniosła więc do katolickiej Austrii nową tradycję, która wcześniej nie była tam znana.